# Elisabeth von Bach
Elisabeth von Bach (geboren vor 1475; gestorben 1519 in Winterthur) war eine Adelige und ehemalige Angeklagte in einem Giftmörderprozess, die in der Stadtkirche Winterthur begraben wurde.

## Biografie

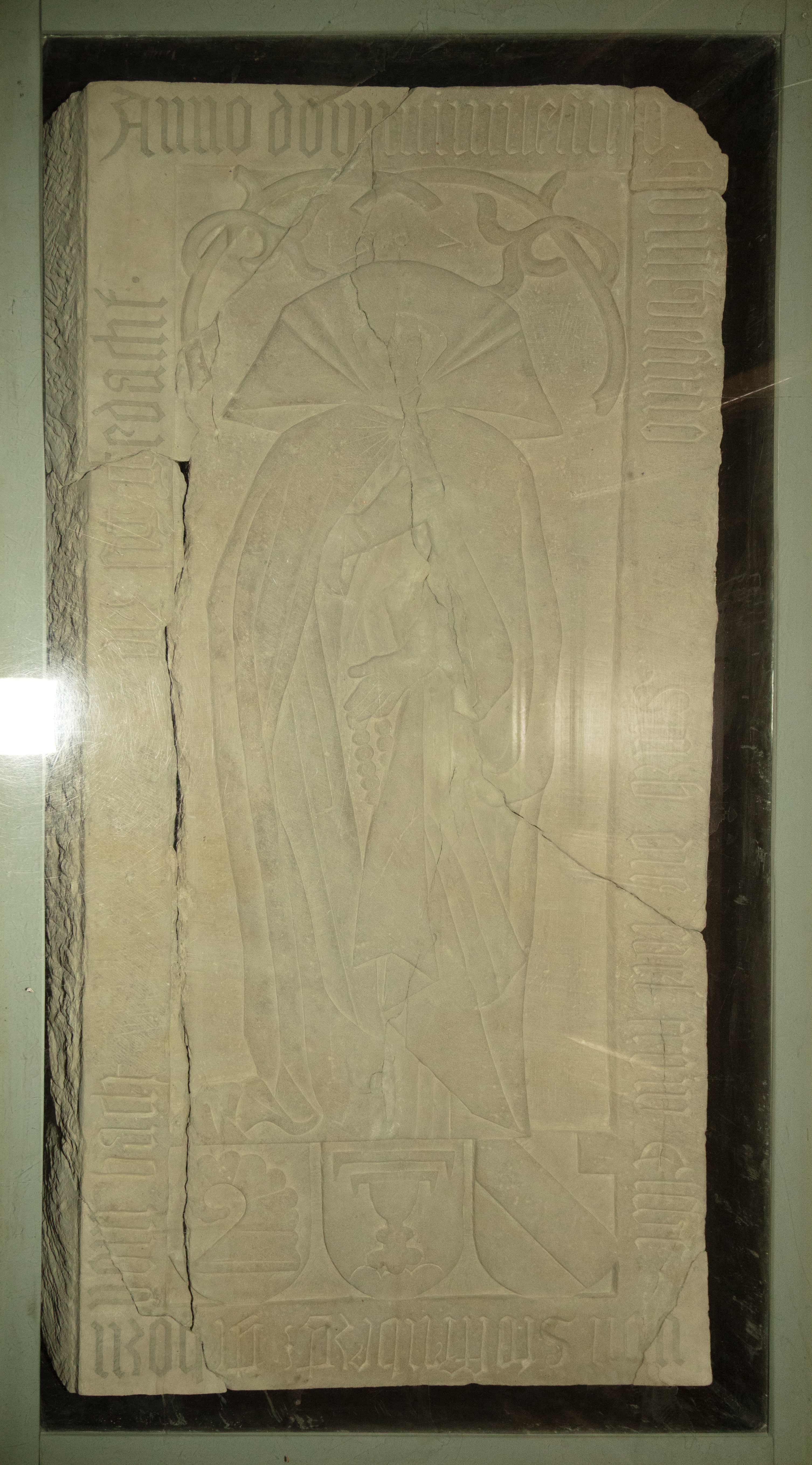
Grabplatte der Elisabeth von Bach in der Stadtkirche von Winterthur

Elisabeth (auch: Elsbetha) von Bach entstammte dem Adelsgeschlecht der Herren von Bach, die in Süddeutschland erstmals 1311 erwähnt wurden und im Dienste der Bischöfe von Strassburg sowie der Markgrafen von Baden standen. Ihr Vater war Georg II. von Bach (1427–1479), sie wurde als jüngste Tochter von fünf Geschwistern geboren. Wahrscheinlich im Jahre 1475 heiratete sie den adeligen Jörg von Staufenberg, als deren Gattin sie das erste Mal in einer Urkunde vom 22. Dezember 1475 bezeugt wird. In die Ehe nahm sie eine jährliche Leibrente von 200 Gulden mit, mit der sie von ihrem Bruder Bernhard, Hauptmann von Neustadt und pfälzischer Hofmarschall, aus dem elterlichen Nachlass ausgesteuert wurde. Nicht lange nach ihrer Heirat verstarb ihr Mann nach kurzer Krankheit, ohne dass er zuvor irgendwelche Leiden gezeigt hätte. Diese Tatsache und die unmittelbare Wiedervermählung von Elisabeth mit dem aus bürgerlicher Herkunft kommenden Heimbrand Trub aus Memmingen befeuerten Gerüchte über die Todesumstände ihres ersten Gatten.
Da sich diese Gerüchte auch durch eine ehemalige Magd des Verstorbenen immer schneller vermehrten, verliess das Ehepaar die Stadt Offenburg in einer Nacht-und-Nebel-Aktion in Richtung Basel. Als sie auch dort von den gleichen Gerüchten heimgesucht wurden, liess sich das Paar in Zürich nieder. Dort eröffnete ihr Mann ein Geschäft, und Elisabeth von Bach erwarb 1480 das dortige Bürgerrecht. Doch auch dort hielt sich das Ehepaar nicht länger auf und zog im Sommer 1481 nach Winterthur, wo sie sich unter von der Stadt ausführlich formulierten Bedingungen niederlassen durften. Das Paar war mit acht Gulden gute Steuerzahler, und Heimbrand Trub wurde im Weinhandel tätig. Sie bezogen ein Haus am Unteren Bogen, und 1486 überliess ihnen die Stadt den vor dem Haus liegenden Stadtgraben zur kostenlosen Nutzniessung.
Das Paar wurde bald mit Schuldnerforderungen konfrontiert. 1488 wurde Heimbrand Trub während einer Geschäftsreise von Johannes von Sonnenberg, Landvogt in Schwaben, inhaftiert und gestand in der Haft, dass er am Tod von Jörg von Staufenberg mitschuldig war. Gemäss seiner ohne vorherige Folter gemachten Aussage habe er das Gift für die Ermordung Staufenbergs in Besançon besorgt, mit dem seine Geliebte Elisabeth von Bach ihren Mann ermordet haben soll. Beim Verhör war auch als Winterthurer Vertretung der Schultheiss Erhard von Hunzikon anwesend. Trub wurde in der Folge bei Wolfegg ertränkt.
Nach der Festnahme ihres Ehemanns wurde auch Elisabeth von Bach in Winterthur inhaftiert und nach dessen Tod wiederholten peinlichen Verhören unterzogen. Bach aber beteuerte ihre Unschuld. Da es ohne Geständnis kein Urteil geben konnte, wandte sich der Winterthurer Rat per Brief zuerst nach Zürich, von dort wurde jedoch keine Hilfestellung geboten. So schrieb der Winterthurer Rat auch nach Offenburg, um von dort genauere Auskunft über die dazumal herrschenden Gerüchte zu erhalten. Ebenso richtete er einen Brief an die Hinterbliebenen von Jörg von Staufenberg, um auch nach deren Meinung zu fragen. Insbesondere die Antwort der beiden Brüder von Staufenberg erregte in der Stadt die Gemüter, warfen sie doch der Stadt vor, dass sie Elisabeth von Bach nicht genug hart verhören würden. Und auch in der Zuschrift des Markgrafen Christof von Baden wurde die Stadt dazu aufgefordert, ihre Gefangene «nach den Rechten des heiligen deutschen Reiches zu strafen», den dazu sei die Stadt als «Glied des Reiches» verpflichtet. Der Freiherr Caspar zu Mörsberg forderte von der Stadt eine möglichst strenge Bestrafung.
In seiner Antwort auf die ehrenrührigen Vorwürfe an die Gebrüder sowie an den Markgrafen drückte die Stadt darauf ihre Verwunderung darüber aus, dass die beiden Beschuldigten nicht schon während ihrer Zeit in Offenbach zur Rechenschaft gezogen worden waren, und rechtfertigte auch die angewendeten Foltermethoden (u. a. Daumenschrauben, am Seil aufziehen und unter Wasser drücken durch den Nachrichter), die nach Ansicht des Rates für eine Frau mehr als genügten. Des Weiteren lud der Rat die Beteiligten zu einem Gerichtstag am 13. Oktober 1488 in Winterthur ein, damit diese ihre Anklagen selbst vertreten konnten.
Am Gerichtstag erschien in Winterthur keiner der brieflich vorgeladenen Ankläger, sodass vor dem Schultheissengericht lediglich der Fürsprech von Elisabeth von Bach ein Plädoyer hielt und in diesem Heimbrand Trub der Lüge bezichtigte. Daraufhin wurde Elisabeth von Bach vom Schultheissengericht unter der Führung von Erhart von Huntzikon freigesprochen. Sie musste im Rahmen der Urfehde nach ihrer Entlassung jedoch innerhalb der Winterthurer Stadtmauern leben, und die Leibrente von jährlich 200 Gulden wurde an die Stadt Winterthur ausbezahlt, sodass sie im Falle einer Flucht mittellos gewesen wäre. Da ihr das jedoch nicht genug war, gelangte sie an die Eidgenössische Tagsatzung in Luzern. Diese beschloss am 9. September 1489, dass die Stadt Winterthur Elisabeth von Bach Bewegungsfreiheit in einem Umkreis von vier Meilen um die Stadt für die Wallfahrt nach Veltheim sowie für eine Badefahrt nach Baden erlauben sollte.
Elisabeth von Bach lebte fortan in einer Wohnung am Mittleren Markt. Sie führte dort kein armes Leben, stand ihr doch weiterhin ihre Leibrente zur Verfügung. Der Stadtkirche Winterthur spendete sie dabei 55 Gulden, was zu dieser Zeit ein ansehnlicher Betrag war. Von Bach starb 1519 im Rahmen einer Pestepidemie, die die Stadt heimsuchte. Sie wurde in der Stadtkirche beerdigt. Ihre steinerne Grabplatte ist eine von drei in der Stadtkirche gefundenen Grabplatten; sie wurde bei einer Ausgrabung im Jahr 1980 entdeckt.